# Toad
Toad je smyšlená postava, která se objevuje především ve hrách od Nintenda v sérii Super Mario. Vytvořil ji japonský programátor videohrer Šigeru Mijamoto. Anglický název "toad" znamená ropucha, ačkoliv tato postava nemá s ropuchami vůbec nic společného.
Toad je v hrách zobrazen jako občan houbového království a je jedním z nejvěrnějších služebníků princezny Peach. Většinou je zobrazen jako postava, se kterou se nedá hrát a většinou pomáhá Mariovi a jeho přátelům. Avšak někdy se objeví jako hlavní postava a je zobrazován jako hrdina, jak je vidět v hrách Super Mario Bros. 2, Wario's Woods, Super Mario 3D World a Captain Robin: Treasure Tracker. Zatímco Toad je jméno určité postavy, označuje také celou rasu (podobně jako Yoshi, Birdo a Kirby z herní série Kirby). V Japonsku se však název druhu někdy nazývá Kinoko-zoku, doslovně "houboví lidé". Jinými slovy, Toad (Kinopio) je členem druhu Toadů (Kinokos / houba lidí). Existují také další druhy Toadů (např. Toadette, Toadsworth a Toadbert). Nejdůležitějším rysem Toada je velká hlava, která tvarem i barvou připomíná houbu - dříve se spekulovalo, že má na sobě houbový klobouk, ale nakonec to vyvrátila japonská herní návrhářka Yoshiaki Koizumi. Dalším společným znakem většiny Toadů je jejich tradiční vesta.